# Хабершам, Джозеф
Джозеф Хабершам (англ. Joseph Habersham; 28 июля 1751 — 17 ноября 1815) — американский государственный, политический и военный деятель, 3-й генеральный почтмейстер США.

## Биография
Родился в Саванне в семье Джеймса Хабершама (англ. James Habersham) и Мэри Болтон (англ. Mary Bolton). Посещал подготовительные школы и Принстонский колледж и стал успешным торговцем и плантатором. Был женат на Изабелле Рэй (англ. Isabella Rae). У них был один сын, Роберт Хабершам.
В 1775 году Хабершам был членом Совета безопасности и Совета провинции Джорджия, а также майором батальона ополченцев Джорджии, а затем полковником 1-го полка Джорджии Континентальной армии. Он был вынужден уйти в отставку из армии после того, как был секундантом Лаклана Макинтоша, который убил 19 мая 1777 года на дуэли Баттона Гвинетта.
Джозеф и его братья, Джеймс-младший и Джон, активно участвовали в политической жизни Джорджии. В некоторых старых источниках говорится, что Джозеф был делегатом Конгресса Конфедерации в 1785 году, но это ошибка, так как в реальности делегатом был его брат Джон Хабершам. Джозеф выполнял функции спикера Палаты Джорджии в 1785 году и был членом конвента Джорджии в 1788 году, который ратифицировал Конституцию США.
С 1792 по 1793 год был мэром родной Саванны, а затем был назначен президентом Джорджем Вашингтоном генеральным почтмейстером в 1795 году и занимал эту должность до начала администрации Томаса Джефферсона в 1801 году.
Хабершам умер в 1815 году. Округ Эйбершем на северо-востоке Джорджии, созданный в 1818 году, назван в его честь наряду с многочисленными местами и улицами по всему штату.
Джозеф Хабершам был также членом масонской ложи Саванны.